# Zbigniew Józef Kraszewski

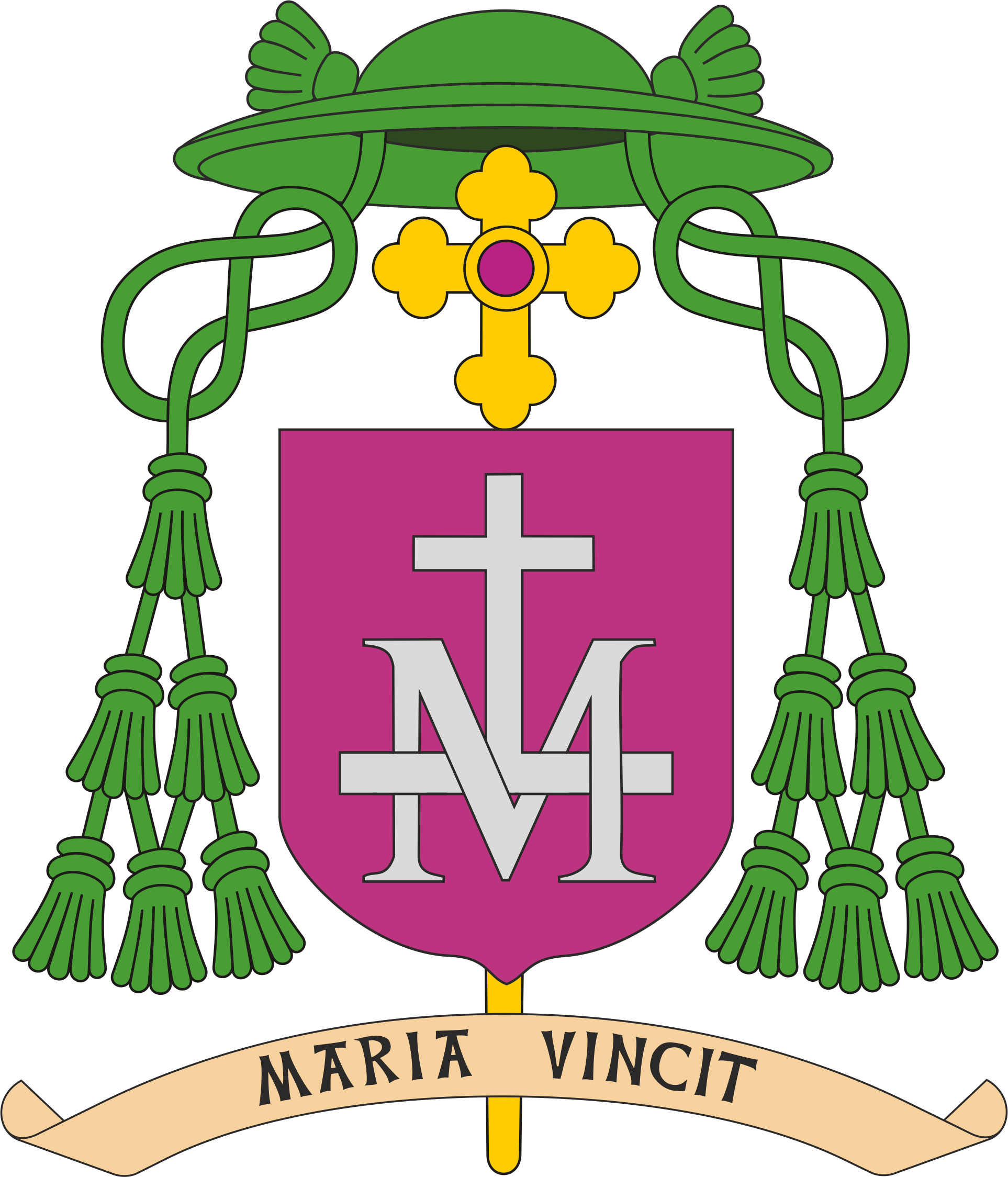
Wappen

Zbigniew Józef Kraszewski (* 12. Februar 1922 in Warschau; † 4. April 2004 ebenda) war ein polnischer römisch-katholischer Geistlicher und Weihbischof in Warschau-Praga.

## Leben
Kraszewski wurde 1922 als Sohn eines Hauptmannes der polnischen Armee geboren. Im Herbst 1942 schloss er die Infanterie-Kardettenschule der NSZ im Rang eines Unteroffiziers ab. Im September 1942 wurde er geheim in das Priesterseminar des Erzbistums Warschau aufgenommen. Nach dem Krieg setzte er sein Studium an der Fakultät für katholische Theologie der Universität Warschau fort. Erzbischof Stefan Wyszyński weihte ihn am 12. März 1949 in Warschau zum Priester. Danach war er in Leszno, Piastów und Warschau Pfarrer. 1954 promovierte er in Dogmatik. 1963 und 1964 studierte er in Rom. Zwischen 1956 und 1970 wirkte er am Priesterseminar St. Johannes der Täufer in Warschau.
Am 17. November 1970 ernannte Papst Paul VI. ihn zum Titularbischof von Horreomargum und Weihbischof in Warschau. Am 8. Dezember 1970 spendete ihm Stefan Kardinal Wyszyński die Bischofsweihe. Mitkonsekratoren waren die Warschauer Weihbischöfe Waclaw Majewski und Jerzy Modzelewski. Von 1970 bis 1992 war er Generalvikar des Erzbistums.
Mit der Errichtung des Bistums Warschau-Praga am 25. März 1992 ernannte ihn Papst Johannes Paul II. zum Weihbischof des neuen Bistums. Am 6. Dezember 1997 nahm Papst Johannes Paul II. seinen altersbedingten Rücktritt an. Er starb am 4. April 2004 und wurde im Familiengrab auf dem Powązki-Friedhof beigesetzt.